# Piesczaniki (mijanka)
Piesczaniki (ros. Песчаники) – mijanka i przystanek kolejowy w pobliżu miejscowości Staraja Guta, w rejonie unieckim, w obwodzie briańskim, w Rosji. Położona jest na linii Briańsk - Homel.